# 75 Aquarii
75 Aquarii, som är stjärnans Flamsteed-beteckning, är en ensam stjärna belägen i den södra delen av stjärnbilden Vattumannen. Den har en skenbar magnitud på 6,86 och kräver åtminstone en handkikare för att kunna observeras. Baserat på parallaxmätning inom Hipparcosuppdraget på ca 3,0 mas, beräknas den befinna sig på ett avstånd på ca 1 080 ljusår (ca 332 parsek) från solen. Den rör sig bort från solen med en heliocentrisk radialhastighet på ca 5 km/s.

## Egenskaper
75 Aquarii är en orange till röd jättestjärna av spektralklass K2/K3 III. Den har en radie som är ca 25 gånger större än solens och utsänder från dess fotosfär ca 360 gånger mera energi än solen vid en effektiv temperatur av ca 4 200 K.